# Maria von Geldern (Königin)
Maria von Geldern (englisch Mary of Guelders oder Mary of Gueldres; * um 1434 in Grave; † 1. Dezember 1463 in Roxburgh) war durch ihre Heirat mit Jakob II. von 1449 bis 1460 Königin von Schottland.

## Frühes Leben und Heirat mit König Jakob II.
Maria von Geldern war die älteste Tochter von Arnold von Egmond, dem Herzog von Geldern, und dessen Frau Katharina von Kleve. Sie wurde am Hof ihres Großonkels Philipp dem Guten erzogen. Dieser burgundische Herzog und seine Gattin Isabel de Portugal wollten Maria 1442 mit dem Grafen Karl IV. von Maine verloben; ihr Vater konnte jedoch die Mitgift nicht aufbringen.
Später begannen Verhandlungen über Marias Vermählung mit dem schottischen König Jakob II., die offenbar hart und langwierig verliefen, wobei Jakob II. im Januar 1448 auch die Hilfe seines Verwandten, des französischen Königs Karl VII. anrief. Maria sollte überdies nach den Vorstellungen ihres Vaters die Gattin des österreichischen Herzogs Albrecht VI. werden und stattdessen ihre jüngere Schwester Margarete den schottischen König ehelichen. Letztlich kam aber als Ergebnis der Heiratsverhandlungen, in deren Zug auch das französisch-schottische Bündnis am Silvester 1448 erneuert wurde,  doch am 1. April 1449 in Brüssel die Unterzeichnung eines Vertrages für Marias Vermählung mit dem schottischen König heraus. Der Burgunderherzog verpflichtete sich, im Laufe von zwei Jahren 60.000 Goldkronen als Mitgift für seine Großnichte zu bezahlen.
Dem Kanzler William Crichton fiel die Aufgabe zu, Maria nach Schottland zu geleiten. Diese segelte am 9. Juni 1449 auf einer 14 Schiffe umfassenden Flotte mit einem großen Gefolge von Adligen und 300 Soldaten von Sluis ab und machte sich auf dem Seeweg in ihre neue Heimat auf. Unterwegs machte sie auf einer schottischen Insel, der Isle of May, Station und besuchte dort die Kapelle des heiligen Adrian. Am 18. Juni ging sie in Leith an Land und reiste nach Edinburgh weiter. Dort fand ihre Hochzeit mit Jakob II. am 3. Juli 1449 in der Holyrood Abbey statt. Danach wurde ein luxuriöses Bankett abgehalten  und am gleichen Tag erfolgte auch ihre Krönung zur schottischen Königin. Zu dem Wittum, das sie im Fall des früheren Ablebens Jakobs II. erhalten und das einen Ertrag von 10.000 Kronen abwerfen sollte, gehörten die Grafschaften Strathearn und Atholl, die Herrschaft Methven sowie der Linlithgow Palace und die Steuereinnahmen der Stadt Linlithgow.

## Nachkommen
Jakob II. und Maria hatten sieben Kinder, von denen zwei das Kleinkindalter nicht überlebten und von denen die Söhne von der Thronfolge im Herzogtum Geldern ausgeschlossen waren:
- namenloser Sohn (* und † 19. Mai 1450)
- Jakob III. (* 10. Juli 1451;[1] † 11. Juni 1488), seit 1460 König von Schottland
- Mary (* um 1451/52; † Mai 1488)

1. ⚭ 1467 mit Thomas Boyd, 1. Earl of Arran
2. ⚭ 1474 mit James Hamilton, 1. Lord Hamilton

- Alexander (* um 1454; † 7. August 1485), seit 1458 Duke of Albany
- David (* um 1455; † vor dem 18. Juli 1457), seit 1456 Earl of Moray
- John (* um 1456/57; † vermutlich 9. Juli 1479), seit 1458/59 Earl of Mar und Garioch
- Margaret (* um 1459/60), ⚭ William Crichton, 3. Lord Crichton

## Regentin für Jakob III. und Tod
Jakob II. starb am 3. August 1460 im Alter von erst knapp 30 Jahren während der Belagerung von Roxburgh Castle durch die Explosion einer seiner eigenen Kanonen. Unmittelbar darauf brach Maria mit ihrem ältesten lebenden Sohn, dem damals erst neunjährigen Jakob III., zum Kriegsschauplatz auf und traf bald darauf im schottischen Lager vor Roxburgh ein. Vor allem auf ihren Antrieb wurde die Belagerung fortgesetzt und die Festung rasch eingenommen. Ihr minderjähriger Sohn Jakob wurde am 10. August 1460 in der Kelso Abbey gekrönt.
In der Folge bildeten sich zwei um die Macht im Land ringende Parteien, deren eine von der Königinwitwe Maria und deren andere von Jakob Kennedy, Bischof von St Andrews, sowie George Douglas, 4. Earl of Angus angeführt wurde. Sowohl Maria als auch Jakob Kennedy erhoben dabei Anspruch auf die Vormundschaft für den jungen Jakob. Zur Vermeidung handfester Auseinandersetzungen schritten drei Bischöfe vermittelnd ein und erwirkten eine einmonatige Ruhepause, während derer die Königinwitwe und Jakob Kennedy ihre Standpunkte vor dem Parlament vortrugen. Schließlich fand die Wahl eines Regentschaftsrats statt, bei der beide Parteien mitwirkten. Die Königinwitwe stand ab nun an der Spitze dieses Regentschaftsrats, in den sie u. a. Robert Boyd, 1. Lord Boyd entsandte, während der Bischof von St. Andrews wichtigster Minister wurde. Rasch setzte Maria Vertrauensleute als Vögte der bedeutenden Burgen von Edinburgh, Stirling, Blackness sowie Dunbar ein und ernannte James Lindsay of Covington zum Lordsiegelbewahrer.
Außenpolitisch wurde Maria auch am Rand in die damals in England tobenden Rosenkriege hineingezogen. Sie suchte die sich bekämpfenden Häuser York und Lancaster gegeneinander auszuspielen, während Bischof Kennedy ein Bündnis mit den Lancasters präferierte. Als die zur Lancaster-Partei zählende englische Königin Margarete von Anjou und ihr Gatte Heinrich VI. nach der für sie verheerenden Niederlage in der Schlacht von Towton (29. März 1461) nach Schottland flohen, wurden sie von Maria zuvorkommend aufgenommen. Dafür trat das entmachtete englische Königspaar in einem Vertrag vom 25. April 1461 die Grenzstadt Berwick an Schottland ab.
Margarete von Anjou strebte ein Bündnis mit Maria an und schlug eine Heirat ihres Sohns Edward of Westminster mit der jüngeren Tochter der schottischen Königinwitwe, Margaret, vor. Dagegen sprach sich aber Herzog Philipp von Burgund aus, der zunehmend freundliche Beziehungen mit dem England nun regierenden, aus dem Haus York stammenden König Eduard IV. unterhielt. Dieser bot sich Maria als Ehepartner an, damit sie ihre Unterstützung für das Haus Lancaster einstellte. Maria schlug dieses Heiratsangebot zwar aus, zahlte aber den königlichen Lancasters große Summen, damit diese Schottland verließen. Im April 1462 segelte Margarete von Anjou mit ihrem Sohn nach Frankreich ab, um die Unterstützung Ludwigs XI. zu erbitten, während Maria sich um einen Ausgleich mit Eduard IV. bemühte. Der Bischof von St Andrews suchte aber Marias diesbezügliche Bemühungen zu hintertreiben.
Laut späteren Gerüchten soll Maria in ihrer Zeit als Regentin mehrere Liebschaften, u. a. mit dem nach der Schlacht bei Towton ebenfalls nach Schottland geflüchteten Edmund Beaufort, 3. Duke of Somerset, unterhalten haben. Sie führte die Pläne ihres verstorbenen Gatten weiter, Ravenscraig Castle in der Grafschaft Fife erbauen zu lassen. Als gläubige Katholikin gründete sie im Gedenken an ihren Gemahl die Trinity College Church in Edinburgh, von der jedoch nur noch die rekonstruierte Apsis erhalten geblieben ist. Außerdem kam sie für umfangreiche Renovierungsarbeiten des Stirling Castle, Falkland Palace und anderer königlicher Residenzen auf.
Maria starb noch nicht 30-jährig am 1. Dezember 1463 auf Roxburgh Castle und wurde in der Trinity College Church bestattet, 1848 aber in die Holyrood Abbey, die Grablege der schottischen Könige, überführt.